# Chancre bactérien des agrumes
Le chancre bactérien des agrumes, ou chancre asiatique des agrumes, ou chancre citrique, est une maladie bactérienne d'origine asiatique, causée par Xanthomonas axonopodis pv. citri. 
Cette maladie affecte principalement les plantes de la famille des Rutaceae et notamment les agrumes (plantes du genre Citrus sp.).
L'infection cause des lésions sur les feuilles, les tiges et les fruits des arbres du genre Citrus tels que limettier, oranger et pamplemoussier. Bien qu'il ne soit pas dangereux pour l'homme, le chancre affecte de manière significative la vitalité des arbres, ce qui provoque la chute prématurée des feuilles et des fruits ; les fruits infectés par le chancre sont comestibles mais peu esthétiques donc non commercialisables.
La maladie, qui aurait pris naissance en Asie du Sud-Est, est extrêmement persistante quand elle est établie dans une zone. Des vergers d'agrumes ont été entièrement détruits pour tenter d'éradiquer la maladie en Australie, au Brésil et aux États-Unis où des foyers sont actuellement actifs.

## Pathologie
Les agrumes infectés par le chancre bactérien présentent des pathologies caractéristiques : leurs feuilles sont écorchées. Les fruits et les feuilles présentent des taches noires et jaunâtres et des pustules. L'infection peut aussi causer la déchirure du fruit, dégradant l'intérieur. Les plus anciennes lésions peuvent avoir un aspect liégeux.
La bactérie caractéristique de cette maladie se propage dans les lésions des feuilles, des tiges et des fruits. De plus, lorsqu'il y a des mineuses, des larves, sur la surface des feuilles ou des fruits, la propagation de l'infection est facilitée. En effet, ces mineuses font des lésions dans les organes, ce qui facilite la pénétration de la bactérie.
La période de latence entre l'infection et l'apparition des symptômes est de 5 à 6 jours à 30 °C et de plus d'un mois à 15 °C.

## Agent pathogène
L'agent pathogène, Xanthomonas axonopodis pv. citri est une bactérie Gram-négative, en forme de bâtonnet, à un seul flagelle polaire. La plage de température optimale pour la croissance est comprise entre 28 et 30 °C, avec un maximum de 39 °C.
Cultivées en laboratoire sur  un milieu de culture, les colonies produisent un pigment, la xanthomonadine, qui leur donne une couleur jaune.

### Synonymes
Selon CABI :
- Pseudomonas citri Hasse 1915
- Bacterium citri (Hasse) Doidge 1916
- Bacillus citri (Hasse) Holland 1920
- Phytomonas citri (Hasse) Bergey et al., 1923
- Xanthomonas citri f.sp. aurantifolia Namekata & Oliveira 1972
- Xanthomonas campestris pv. citri (Hasse 1915) Dye 1978
- Xanthomonas campestris pv. aurantifolii Gabriel et al., 1989
- Xanthomonas citri (Hasse 1915) Gabriel et al., 1989
- Xanthomonas axonopodis pv. aurantifolii Vauterin et al., 1995

## Facteurs de développement
Pour s'établir, la maladie nécessite un climat chaud et humide. En effet, les températures doivent être comprises entre 14 et 38 °C (avec une température optimale de 28 °C), et la présence d'eau libre est indispensable à l'infection. Les attaques du chancre sont donc plus importantes dans les régions offrant un climat tropical.
La propagation des bactéries est favorisée par les climats chauds, la pluie et le vent. En effet, ces facteurs peuvent altérer les plantes en créant des déchirures ou des lésions. De plus, la bactérie se développe plus facilement dans les plaies en présence d'humidité. Le vent permet la propagation des bactéries d'une plante à une autre par voie aérienne, généralisant la maladie.
Le facteur humain n'est pas négligeable dans la propagation, car l'homme transporte le matériel végétal infecté d'un pays à un autre.

## Distribution
La maladie du chancre des agrumes est probablement originaire de l'Asie du Sud-Est et de l'Inde. 
Elle s'est répandue dans de nombreuses régions agrumicoles du monde au climat chaud et humide.
Son aire de répartition comprend désormais également l'Australie, le Japon, le Moyen-Orient, l'Afrique, la Papouasie-Nouvelle-Guinée et diverses régions d'Amérique et d'Océanie. Concernant l'Australie, la maladie a été repérée en 2004 à Emerald et a été déclarée éradiquée début 2009 à la suite d'un programme strict de quarantaine.

## Plantes hôtes
Les plantes hôtes de l'agent pathogène appartiennent toutes à la famille des Rutaceae, à l'exception de Lansium domesticum (Meliaceae).
Parmi les Rutaceae, les espèces infectées naturellement appartiennent aux genres Citrus, Poncirus, Fortunella, Severinia et Swinglea.
Le genre Citrus est de loin le plus important sur le plan économique. Parmi les Citrus, le pamplemoussier (Citrus paradisi), le limettier (Citrus aurantiifolia) ainsi que Poncirus trifoliata sont très sensibles ; le bigaradier (Citrus aurantium), le citronnier (Citrus limon) et l'oranger (Citrus sinensis) sont modérément sensibles ; le mandarinier (Citrus reticulata) est moyennement résistant.